# 木村実成
木村 実成（きむら みなる、1941年2月8日 - ）は、元競輪選手。

## 来歴
日本競輪学校第15期生。日本競輪選手会群馬支部に在籍していた。師匠は鈴木保巳。登録番号7023。
1961年7月1日、小松島競輪場でデビューし3着。
1964年、競輪祭新人王戦を完全優勝。
1966年、第11回オールスター競輪（一宮競輪場）優勝。
2001年8月9日選手登録削除。通算勝利数597。

## エピソード
- 木村のオールスター優勝がきっかけとなり、後に群馬王国と言われる競輪界の一大勢力が築かれることになる[1]。

- 稲村成浩（群馬）の『成浩』の命名についての話。成浩の父・雅士が命名に際し、尊敬する木村夫妻の名前から、それぞれ一文字ずつ取ったとされている[2]。